# Cerococcus eremobius
Cerococcus eremobius är en insektsart som först beskrevs av Scott 1907.  Cerococcus eremobius ingår i släktet Cerococcus och familjen Cerococcidae. Inga underarter finns listade i Catalogue of Life.